# Politiezone Kruibeke/Temse
De PZ Kruibeke/Temse of Politiezone Kruibeke/Temse (zonenummer 5433) was een Belgische politiezone in de provincie Oost-Vlaanderen in het gerechtelijk arrondissement Oost-Vlaanderen en bestond uit de gemeenten Kruibeke en Temse.
Op 1 januari 2025 fuseerden de gemeenten Beveren, Kruibeke en Zwijndrecht tot een nieuwe gemeente. Als gevolg hiervan fuseerde PZ Kruibeke/Temse met de Politiezones Waasland-Noord en Zwijndrecht. Sindsdien maken de drie zones deel uit van PZ Scheldewaas. 
Sinds 15 mei 2012 was Hoofdcommissaris Wim Pieteraerens de korpschef van PZ Kruibeke/Temse.